# Recording Industry Association of America

Logo der RIAA

Die Recording Industry Association of America (kurz RIAA; englisch für ‚Verband der Musikindustrie in Amerika‘) ist eine Interessengemeinschaft, die Unternehmen aus der Musikindustrie in den Vereinigten Staaten repräsentiert. Der Verband vergibt Auszeichnungen für Plattenverkäufe – zum Beispiel die Goldene Schallplatte – und vertritt die Rechte der Musikindustrie.
Die RIAA arbeitet mit dem in Deutschland und weltweit aktiven Verband International Federation of the Phonographic Industry (IFPI) zusammen.

## Geschichte
Die RIAA wurde 1952 gegründet, um einen einheitlichen technischen Standard für die Schallplatte durchzusetzen, der es erlaubte, mehr Musik auf einer Schallplatte zu speichern und das Rauschen zu verringern bzw. den Signal-Störspannungsabstand zu vergrößern.

### RIAA-Kurve
In Europa wurde RIAA in den 1960er Jahren hauptsächlich durch die RIAA-Entzerrkurve für Schallplatten zum Begriff – durch die RIAA-Hinweise auf den Platten und die mit RIAA gekennzeichneten Anschlüsse auf Verstärkern und Plattenspielern.
Diese RIAA-Schneidkennlinie (recording curve) legt fest, wie das Tonsignal zum Schneiden einer Schallplatte verändert werden muss.  Als Gegenstück dazu ist bei der Wiedergabe eine spiegelbildliche Wiedergabeentzerrung erforderlich, um das Tonsignal in seiner ursprünglichen Form wiederherzustellen.
Der RIAA Recording Standard (1955) war die erste branchenweit anerkannte Norm in den USA, die in den folgenden Jahren weltweit übernommen wurde und bis heute gültig ist.  Technisch geht diese Industrienorm, die unter dem Namen RIAA Weltgeltung erlangte, auf den NAB / NARTB Recording and Reproducing Standard (Juni 1953) zurück, der seinerseits mit der New Orthophonic Kennlinie der RCA (August 1952) identisch ist.
Die welt- und branchenweite Normung schuf die Voraussetzung, dass Hersteller von Plattenspielern oder Verstärkern die Wiedergabeentzerrung direkt in ihren Geräten (hardware-seitig) durch elektronische Filter vorsehen konnten.
Die Funktionsweise der RIAA-Kurve und ihre technischen Spezifikationen sind im Artikel Schneidkennlinie ausführlicher dargestellt.

## Aktivitäten
Die RIAA ist weltweit durch die Konflikte mit Tauschbörsen in die Medien gekommen. Sie tritt unter anderen für die Rechte der vier größten Plattenfirmen (Sony BMG Music Entertainment, EMI Group, Universal Music Group und Warner) ein, und damit (aus ihrer Sicht) auch für deren Künstler. Kritiker werfen der RIAA vor, durch eine Art Kartell die Preise für CDs bestimmen zu können. Hinzu kommt, dass sie die Daten der CD-Verkäufe nicht wie die Marktforscher ermitteln: Normalerweise wird die Anzahl der CDs, die über die Ladentheke gehen, genommen, um die Plattenkäufe abzubilden. Die RIAA verwendet aber die Bestellung-Zahlen der Händler für ihre Statistiken. Dies führt zu einer Differenz beider Zahlen, etwa wenn Händler aus Kostengründen versuchen, ihre Lagerbestände gering zu halten, aber noch viel in den Regalen und auf Lager haben und demzufolge weniger nachbestellen.
Unter dem Druck der RIAA entstand in Amerika ein neues Gesetz, der Digital Millennium Copyright Act.

## Verleihungsgrenzen der Tonträgerauszeichnungen
Die RIAA vergibt seit dem 14. März 1958 Auszeichnungen für die Auslieferung bzw. Nutzung von Musikalben, Singles sowie Videoalben in den Vereinigten Staaten. Die betroffenen Plattenfirmen müssen die Zertifizierungen beantragen, eine automatische Vergabe der Auszeichnungen erfolgt nicht. Die folgende Anzahl an Einheiten muss überschritten werden:
Für Videoalben werden dabei keine Diamant-Auszeichnungen vergeben, sondern regulär die Platin-Auszeichnungen weitergezählt.
Der Verband stellt keine aktuelle Verkaufscharts auf. Diese Aufgabe übernimmt das Billboard-Magazin.

### Alben
| Auszeichnung a | bis 31. Dezember 1975 | bis 31. Dezember 1983 | bis 31. Dezember 1998 | seit 1. Januar 1999 |
| -------------- | --------------------- | --------------------- | --------------------- | ------------------- |
| Gold           | 500.000               | 500.000               | 500.000               | 500.000             |
| Platin         | —                     | 1.000.000             | 1.000.000             | 1.000.000           |
| 2× Platin      | —                     | —                     | 2.000.000             | 2.000.000           |
| …              |                       |                       |                       |                     |
| Diamant        | —                     | —                     | —                     | 10.000.000          |

| Auszeichnung | bis 31. August 1996 | seit 1. September 1996 |
| ------------ | ------------------- | ---------------------- |
| Gold         | 250.000             | 500.000                |
| Platin       | 500.000             | 1.000.000              |
| 2× Platin    | 1.000.000           | 2.000.000              |
| …            |                     |                        |
| Diamant      | —                   | 10.000.000             |

### Singles/Klingeltöne
| Auszeichnung | bis 31. Dezember 1988 | seit 1. Januar 1989 |
| ------------ | --------------------- | ------------------- |
| Gold         | 1.000.000             | 500.000             |
| Platin       | 2.000.000             | 1.000.000           |
| 2× Platin    | 4.000.000             | 2.000.000           |
| …            |                       |                     |
| Diamant      | —                     | 10.000.000          |

### Videoalben
| Auszeichnung | Verkaufseinheiten |
| ------------ | ----------------- |
| Gold         | 50.000            |
| Platin       | 100.000           |
| 2× Platin    | 200.000           |
| …            |                   |

| Auszeichnung | Verkaufseinheiten |
| ------------ | ----------------- |
| Gold         | 25.000            |
| Platin       | 50.000            |
| 2× Platin    | 100.000           |
| …            |                   |

### Spanischsprachige Tonträger
| Auszeichnung | seit 1. Januar 2001 |
| ------------ | ------------------- |
| Gold         | 30.000              |
| Platin       | 60.000              |
| 2× Platin    | 120.000             |
| …            |                     |
| Diamant      | 600.000             |